# سی و دومین دوره جوایز بفتا
 سی و دومین دوره جوایز بفتا (به انگلیسی: 32nd British Academy Film Awards) در سال ۱۹۷۹ به افتخار فیلم ۱۹۷۸ در لندن برگزار شد .

## جوایز و نامزدها
| سال       | رده                       | نام بازیگر     | نام فیلم              |                              |
| --------- | ------------------------- | -------------- | --------------------- | ---------------------------- |
| ۱۹۷۸ 32nd | بهترین بازیگر نقش اول مرد |                |                       |                              |
| ۱۹۷۸ 32nd | بهترین بازیگر نقش اول مرد | ریچارد دریفوس  | دختر خداحافظی         | Elliot Garfield              |
| ۱۹۷۸ 32nd | بهترین بازیگر نقش اول مرد | پیتر اوستینوف  | مرگ بر روی نیل        | هرکول پوارو                  |
| ۱۹۷۸ 32nd | بهترین بازیگر نقش اول مرد | آنتونی هاپکینز | Magic                 | Corky Withers / Fats (voice) |
| ۱۹۷۸ 32nd | بهترین بازیگر نقش اول مرد | Brad Davis     | قطار سریع‌السیر نیمه‌شب | Billy Hayes                  |

- بهترین بازیگر نقش اول زن  جین فوندا
- بهترین بازیگر نقش مکمل مرد  جان هارت
- بهترین بازیگر نقش مکمل زن  جرالدین پیج
- بهترین کارگردان 'آلن پارکر' برای فیلم قطار سریع‌السیر نیمه‌شب
- بهترین فیلم جولیا
- جایزه بفتای بهترین فیلمنامه جولیا